# Cobbenrode (Adelsgeschlecht)

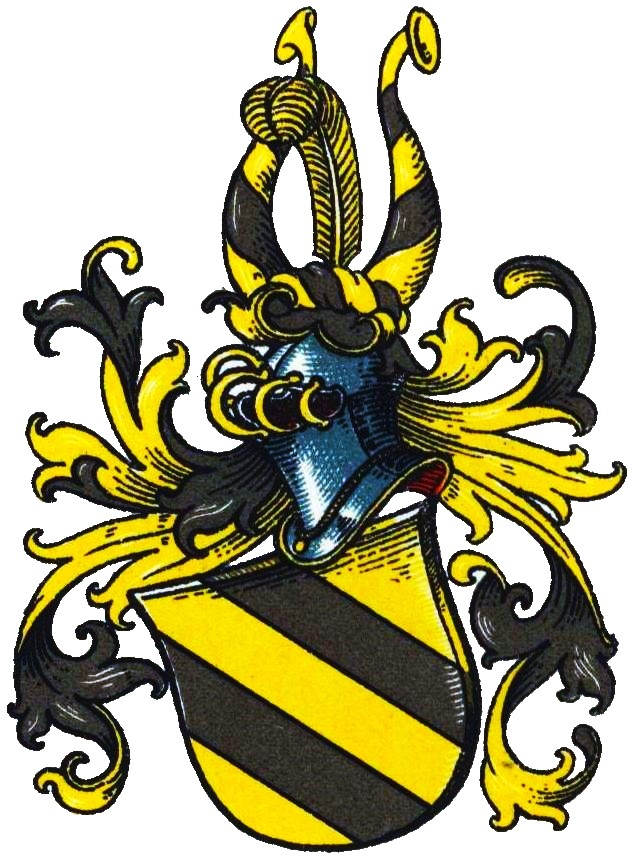
Wappen derer von Cobbenrode

Cobbenrode (auch Cobbenrod, Coppenroth, Kobbenrode, Kobbenrodt, Kobbenraed, Kobelraed, Kolbenroth o. ä.) ist der Name eines westfälischen Adelsgeschlechts.

## Geschichte
Der namensgebende Stammsitz (castrum cobbenradensis) des Geschlechts war in Cobbenrode, heute ein Ortsteil der Gemeinde Eslohe im nordrhein-westfälischen Hochsauerlandkreis. 1307 erscheint ein Heinrich von Kobbenrod, 1316 ein Gerwin von Kobbenroyde genannt dye Swarte und 1331 Conrad Cobbenrode, im Gefolge der Grafen von Arnsberg. Conrad Cobbenrode hatte von den Grafen eine Hufe in Unter-Cobbenrode und den Widehof in Odingen zum Lehen. Etwa zeitgleich, 1354, besaß Heinrich von Cobbenrode eine Manse in Langenholthausen im Kirchspiel Balve. 1406 wurde das Rittergut Grimminghausen zwischen den Brüdern Schade und Hermann von Cobbenrode verkauft. Am 5. Juli 1396 belehnte Godart von Kobbenrode den Attendorner Bürger Odbert Voesseken mit dem Hof Ackerschott. Mit dem Tod von Bela, Frau von Friedrich Cobbenrode, fiel die Hälfte des Hauses Wenne nordöstlich von Eslohe an Rutger Rump, der 1412 damit belehnt wurde. Gerwin Swarte von Kobbenroyde war 1410 Ritter. Am 3. Februar 1468 schenkte Godert von Kobbenrode sein Lehnrecht zu Ackerschott als Memorienstiftung dem Kloster Ewig. Am 28. Mai 1524 erwarb die Stadt Brilon „alle wichtigen Bestandteile des Besitzes, Häuser, Höfe, Wiesen, Echtwerke alle Hoheit und Herrlichkeit, Holz und Wald“ des Dorfes Altenbüren von einem Volpert von Cobbenrode. Johann von Cobbenrode war 1537 Richter des Kölner Erzbischofs in Brilon.
Die Familie existierte noch 1668. Die Burg Cobbenrode kam 1691 von den Cobbenrode an Caspar von Esleben, danach an Graf Hatzfeld-Wildenburg.

## Persönlichkeiten
- Johann von Cobbenrode, 1517–1526 Amtmann im Amt Eversberg

## Wappen
Blasonierung: In Gold zwei schwarze Schrägrechtsbalken. Auf dem schwarz-golden bewulsteten Helm zwei goldene mit je zwei schwarzen Streifen umwundene Büffelhörner, zwischen denen eine goldene Straußenfeder steht. Die Helmdecken sind schwarz–golden.
Johann Siebmacher stellt das Wappen abweichend mit zwei schwarzen Schräglinksbalken in Silber dar.